# Терюха (река)
Терюха́ (бел. Цяруха) — река в Гомельской области Беларуси.
Исток находятся в 2 км от деревни Ольховое (Добрушский район), далее река протекает по Восточному (Гомельскому) Полесью в западном направлении, протекает около деревень Грабовка, Баштан, Терюха, после чего впадает в Сож.
Длина реки — 57 км (на территории Украины — 11 км), площадь водосборного бассейна — 525 км², среднегодовой расход воды около устья — 1,8 м³/с. Берега невысокие, до 3 метров высотой. Ширина реки — 10-15 м, около устья — около 20 м. Глубина — 1-2 м. На реке расположено несколько шлюзов. Часть реки канализирована. На реке — зона отдыха.